# Championnat de Singapour de football 1996
Navigation
Saison 1994 Saison 1997
La saison 1996 du Championnat de Singapour de football est la soixante-quatrième édition de la première division à Singapour. 
Cette saison est la toute première de la S-League, la nouvelle mouture du championnat organisé par la fédération singapourienne. Le format est modifié et suit le déroulement des championnats sud-américains avec deux tournois saisonniers, qui voit les deux vainqueurs s'affronter lors de la finale pour le titre. Il n'y a pas de relégation puisque les clubs inscrits sont des franchises, à l'image de ce qui se fait dans les championnats australien ou américain. 
C'est le club de Geylang United FC qui remporte le championnat cette saison, après avoir gagné le tournoi aller (Tiger Beer Series) puis battu Singapore Armed Forces FC en finale. C'est le neuvième titre au palmarès de l'histoire du club, qui réussit même le doublé en battant à nouveau Singapore Armed Forces FC en finale de la Coupe de Singapour.
Deux nouvelles franchises font leur apparition en championnat : Woodlands Wellington FC et Sembawang Rangers.

## Les clubs participants
| - Police SA - Tiong Bahru United - Singapore Armed Forces FC - Woodlands Wellington FC | - Tampines Rovers - Geylang United - Balestier Central - Sembawang Rangers |

## Compétition
Le barème de points servant à établir le classement se décompose ainsi :
- Victoire : 3 points ;
- Match nul : 1 point ;
- Défaite : 0 point.

### Tiger Beer Series
| Rang | Équipe                    | Pts | J  | G | N | P | Bp | Bc | Diff |
| ---- | ------------------------- | --- | -- | - | - | - | -- | -- | ---- |
| 1    | Geylang United            | 28  | 14 | 9 | 1 | 4 | 27 | 14 | +13  |
| 2    | Woodlands Wellington FC   | 26  | 14 | 8 | 2 | 4 | 25 | 20 | +5   |
| 3    | Balestier Central         | 24  | 14 | 7 | 3 | 4 | 22 | 18 | +4   |
| 4    | Singapore Armed Forces FC | 18  | 14 | 5 | 3 | 6 | 27 | 25 | +2   |
| 5    | Tiong Bahru United        | 17  | 14 | 4 | 5 | 5 | 20 | 19 | +1   |
| 6    | Police SA                 | 17  | 14 | 4 | 5 | 5 | 22 | 23 | -1   |
| 7    | Sembawang Rangers         | 13  | 14 | 3 | 4 | 7 | 17 | 32 | -15  |
| 8    | Tampines Rovers           | 12  | 14 | 3 | 3 | 8 | 18 | 27 | -9   |

|  | Qualification pour la finale nationale                     |
|  | T : Tenant du titre C : Vainqueur de la Coupe de Singapour |

### Pioneer Series
| Rang | Équipe                    | Pts | J  | G | N | P  | Bp | Bc | Diff |
| ---- | ------------------------- | --- | -- | - | - | -- | -- | -- | ---- |
| 1    | Singapore Armed Forces FC | 32  | 14 | 9 | 5 | 0  | 32 | 14 | +18  |
| 2    | Tiong Bahru United        | 27  | 14 | 8 | 3 | 3  | 35 | 18 | +17  |
| 3    | Balestier Central         | 24  | 14 | 7 | 3 | 4  | 25 | 19 | +6   |
| 4    | Woodlands Wellington FC   | 21  | 14 | 6 | 3 | 5  | 29 | 25 | +4   |
| 5    | Geylang United            | 21  | 14 | 6 | 3 | 5  | 20 | 16 | +4   |
| 6    | Sembawang Rangers         | 15  | 14 | 4 | 3 | 7  | 14 | 23 | -9   |
| 7    | Tampines Rovers           | 8   | 14 | 2 | 2 | 10 | 10 | 28 | -18  |
| 8    | Police SA                 | 8   | 14 | 2 | 2 | 10 | 18 | 40 | -22  |

|  | Qualification pour la finale nationale                     |
|  | T : Tenant du titre C : Vainqueur de la Coupe de Singapour |

### Matchs

#### Finale pour le titre
| Équipe 1                  | Résultat | Équipe 2       |
| ------------------------- | -------- | -------------- |
| Singapore Armed Forces FC | 1 - 2    | Geylang United |

## Bilan de la saison
| Championnat de Singapour de football 1996  |                           |
| Champion                                   | Geylang United (9e titre) |
| Coupes et trophées                         |                           |
| Vainqueur de la Coupe de Singapour 1996    | Geylang United            |
| Qualifications continentales               |                           |
| Coupe d'Asie des clubs champions 1997-1998 | Geylang United            |
| Coupe des Coupes 1997-1998                 | Singapore Armed Forces FC |
| Promotions et relégations                  |                           |
| Promus en S-League                         | Jurong SC                 |
| Relégués en Division II                    | Aucun                     |